# Ілову
Ілову (рум. Ilovu) — село у повіті Мехедінць в Румунії. Входить до складу комуни Кезенешть.
Село розташоване на відстані 257 км на захід від Бухареста, 19 км на північний схід від Дробета-Турну-Северина, 87 км на північний захід від Крайови.

## Населення
За даними перепису населення 2002 року у селі проживали 172 особи, усі — румуни. Усі жителі села рідною мовою назвали румунську.